# Overture Films
Overture Films, LLC, основанная в ноябре 2006 года Крисом Мак-Гурком (CEO) и Дэнни Розеттом (COO) и являвшаяся дочерней компанией Liberty Media, представляла собой полностью интегрированную студию, занимавшуюся производством, приобретением прав и дистрибуцией полнометражных кинофильмов в широком прокате. Студия сотрудничала с режиссёрами и расширяла их возможности для производства качественных фильмов, связанных с возможными творческими рисками.
Overture Films выпускала 8—12 фильмов в год в самых различных жанрах. Такая бизнес-модель была направлена, в первую очередь, на повышение качества выпускаемых проектов, а также на привлечение талантливых режиссёров и актёров.
Через свои дочерние компании (Anchor Bay Entertainment, Starz Entertainment Pay Channels, Starz Media и Starz Play) Overture Films распространяла фильмы по всему миру на видео, платном телевидении и с помощью интернет-дистрибуции.
Overture Films отвечала за прокат в США. Международный прокат осуществлялся через партнёров и Alliance Films.
Overture Films была куплена Relativity Media в 2010 году.

## Список фильмов
- 2007 — Посетитель (англ. The Visitor)
- 2008 — Шальные деньги (англ. Mad Money)
- 2008 — Лунатизм (англ. Sleepwalking)
- 2008 — Генри Пул уже здесь (англ. Henry Poole Is Here)
- 2008 — Предатель (англ. Traitor)
- 2008 — Право на убийство (англ. Righteous Kill)
- 2008 — С праздниками ничто не сравнится (англ. Nothing Like the Holidays)
- 2008 — Последний шанс Харви (англ. Last Chance Harvey)
- 2008 — Чистка до блеска (англ. Sunshine Cleaning)
- 2009 — Бумажное сердце (англ. Paper Heart)
- 2009 — Пандорум (англ. Pandorum)
- 2009 — Капитализм: История любви (англ. Capitalism: A Love Story)
- 2009 — Законопослушный гражданин (англ. Law Abiding Citizen)
- 2009 — Безумный спецназ (англ. The Men Who Stare at Goats)
- 2010 — Бруклинские полицейские (англ. Brooklyn's Finest)
- 2010 — Безумцы (фильм) (англ. The Crazies)
- 2010 — Впусти меня. Сага (англ. Let Me In)
- 2010 — Стоун (англ. Stone)